# Jeff Hendrick
Jeffrey Patrick „Jeff“ Hendrick (* 31. ledna 1992 Dublin) je irský profesionální fotbalista, který hraje na pozici středního záložníka za anglický klub Sheffield Wednesday FC, kde je na hostování z Newcastlu United, a za irský národní tým.

## Reprezentační kariéra
Nastupoval v irských mládežnických reprezentacích včetně týmu U21.
Za reprezentační A-mužstvo Irska debutoval 6. 2. 2013 v přátelském utkání v Dublinu na Aviva Stadium proti reprezentaci Polska (výhra 2:0).